# Championnat de France féminin de football 2020-2021
Navigation
Division 1 2019-2020 Division 1 2021-2022
La saison 2020-2021 de Division 1 est la 47e édition du championnat de France féminin de football. Le premier niveau du championnat féminin oppose douze clubs français en une série de vingt-deux rencontres jouées durant la saison de football. La compétition débute en septembre 2020 et s'achève en juin 2021.
Les trois premières places du championnat sont qualificatives pour la Ligue des champions féminine de l'UEFA alors que les deux dernières places sont synonymes de relégation en Division 2.
Au terme d'une saison marquée par la pandémie de Covid-19, le Paris Saint-Germain remporte le premier titre de son histoire, détrônant Lyon et ses 14 titres consécutifs.

## Participants
| \| Paris SG Olympique lyonnais Girondins de Bordeaux Montpellier HSC Paris FC EA Guingamp FC Fleury Stade de Reims Dijon FCO ASJ Soyaux GPSO 92 Issy Le Havre AC \| Localisation des clubs engagés dans le championnat. |
| Paris SG Olympique lyonnais Girondins de Bordeaux Montpellier HSC Paris FC EA Guingamp FC Fleury Stade de Reims Dijon FCO ASJ Soyaux GPSO 92 Issy Le Havre AC                                                           |

| \| Paris SG Paris FC FC Fleury GPSO 92 Issy \| Localisation des clubs d'Île-de-France · engagés dans le championnat. |
| Paris SG Paris FC FC Fleury GPSO 92 Issy                                                                             |

Ce tableau présente les douze équipes qualifiées pour disputer le championnat 2020-2021. On y trouve le nom des clubs, le nom des entraîneurs et leur nationalité, l'année de la dernière montée au sein de l'élite, leur classement de la saison précédente, le nom des stades ainsi que la capacité de ces derniers.
Lors de l'exercice précédent, le GPSO 92 Issy (ex-FF Issy) et Le Havre AC ont gagné le droit d'évoluer dans cette compétition après avoir fini premier de leurs groupes respectifs de seconde division à la suite de l'arrêt du championnat en raison de la pandémie relative au COVID-19.
| Club                  | Dernière montée | Classement 2019-2020 | Entraîneur                              | Stade principal                                                     | Capacité  | Nombre de saisons en D1 |
| --------------------- | --------------- | -------------------- | --------------------------------------- | ------------------------------------------------------------------- | --------- | ----------------------- |
| Olympique lyonnais    | 1977            | 1er                  | Jean-Luc Vasseur Sonia Bompastor        | Groupama OL Training Center, Décines-Charpieu                       | 1 524     | 43                      |
| Paris Saint-Germain   | 2001            | 2e                   | Olivier Echouafni                       | Stade Georges-Lefèvre, St-Germain-en-Laye                           | 2 164     | 33                      |
| Girondins de Bordeaux | 2016            | 3e                   | Pedro Martínez Losa                     | Stade Sainte-Germaine, Le Bouscat                                   | 7 000     | 4                       |
| Montpellier HSC       | 1997            | 4e                   | Frédéric Mendy Intérim : Baptiste Merle | Stade Bernard-Gasset - Terrain d'honneur Mama-Ouattara, Montpellier | 1 280     | 27                      |
| Paris FC              | 1979            | 5e                   | Sandrine Soubeyrand                     | Stade Robert-Bobin, Bondoufle                                       | 18 845    | 42                      |
| EA Guingamp           | 2006            | 6e                   | Frédéric Biancalani                     | Stade de l'Akademi EA Guingamp, Pabu                                | 1 960     | 39                      |
| FC Fleury 91          | 2017            | 7e                   | David Fanzel                            | Stade Walter-Felder, Fleury-Mérogis                                 | 1 000     | 3                       |
| Stade de Reims        | 2019            | 8e                   | Amandine Miquel                         | Stade Louis-Blériot, Bétheny                                        | 500       | 13                      |
| Dijon FCO             | 2018            | 9e                   | Yannick Chandioux                       | Stade des Poussots, Dijon                                           | 498       | 2                       |
| ASJ Soyaux            | 2013            | 10e                  | Sébastien Joseph Laurent Mortel         | Stade Camille-Lebon, Angoulême Stade Léo-Lagrange, Soyaux           | 6 500 385 | 40                      |
| GPSO 92 Issy          | 2020            | 1er (groupe A) (D2)  | Yacine Guesmia Camillo Vaz              | Stade Le Gallo, Boulogne-Billancourt                                | 2 000     | 2                       |
| Le Havre AC           | 2020            | 1er (groupe B) (D2)  | Thierry Uvenard Michaël Bunel           | Stade Océane, Le Havre                                              | 25 000    | 0                       |

Légende des couleurs
- Qualifié pour la Ligue des champions 2020-2021
- Promu de Division 2 2019-2020

### Changements d'entraîneur
| Club               | Entraîneur partant | Motif du départ | Date de départ   | Position | Entraîneur arrivant                                 | Date d'arrivée   |
| ------------------ | ------------------ | --------------- | ---------------- | -------- | --------------------------------------------------- | ---------------- |
| ASJ Soyaux         | Sébastien Joseph   | Démission       | 31 octobre 2020  | 11e      | Laurent Mortel (intérim)                            | 31 octobre 2020  |
| Le Havre AC        | Thierry Uvenard    | Accord commun   | 19 décembre 2020 | 12e      | Michaël Bunel                                       | 30 décembre 2020 |
| GPSO 92 Issy       | Yacine Guesmia     | Renvoi          | 18 février 2021  | 11e      | Camillo Vaz                                         | 22 février 2021  |
| Montpellier HSC    | Frédéric Mendy     | Accord commun   | 5 avril 2021     | 6e       | Intérim : Baptiste Merle John Utaka Jean-Louis Saez | 22 avril 2021    |
| Olympique lyonnais | Jean-Luc Vasseur   | Accord commun   | 27 avril 2021    | 2e       | Sonia Bompastor                                     | 27 avril 2021    |

## Compétition

### Règlement
Le classement est calculé avec le barème de points suivant : une victoire vaut trois points, le match nul un. La défaite ne rapporte aucun point.
Les critères utilisés pour départager les équipes en cas d'égalité au classement sont les suivants :
1. plus grand nombre de points dans les confrontations directes ;
2. plus grande différence de buts particulière ;
3. plus grande différence de buts générale ;
4. plus grand nombre de buts marqués ;
5. rencontre supplémentaire sur terrain neutre avec, éventuellement, l'épreuve des tirs au but.

### Classement
Source : Classement officiel sur le site de la FFF.
| Rang | Équipe                | Pts | J  | G  | N | P  | Bp | Bc | Diff |
| ---- | --------------------- | --- | -- | -- | - | -- | -- | -- | ---- |
| 1    | Paris Saint-Germain   | 62  | 22 | 20 | 2 | 0  | 83 | 4  | +79  |
| 2    | Olympique lyonnais T  | 61  | 22 | 20 | 1 | 1  | 78 | 6  | +72  |
| 3    | Girondins de Bordeaux | 44  | 22 | 14 | 2 | 6  | 50 | 23 | +27  |
| 4    | Paris FC              | 37  | 22 | 11 | 4 | 7  | 39 | 29 | +10  |
| 5    | EA Guingamp           | 31  | 22 | 9  | 4 | 9  | 29 | 32 | -3   |
| 6    | Stade de Reims        | 30  | 22 | 9  | 3 | 10 | 34 | 42 | -8   |
| 7    | Montpellier HSC       | 30  | 22 | 9  | 3 | 10 | 27 | 35 | -8   |
| 8    | Dijon FCO             | 26  | 22 | 8  | 2 | 12 | 24 | 37 | -13  |
| 9    | FC Fleury 91          | 25  | 22 | 7  | 4 | 11 | 18 | 42 | -24  |
| 10   | ASJ Soyaux            | 17  | 22 | 5  | 2 | 15 | 15 | 46 | -31  |
| 11   | GPSO 92 Issy P        | 10  | 22 | 3  | 1 | 18 | 11 | 77 | -66  |
| 12   | Le Havre AC P         | 8   | 22 | 2  | 2 | 18 | 14 | 49 | -35  |

Qualifications européennes
Ligue des champions 2021-2022
- 1er : phase de groupes
- 2e : deuxième tour de qualification
- 3e : premier tour de qualification

Relégation en Division 2 2021-2022
- 11e et 12e : relégation

Abréviations
- T : Tenant du titre
- C : Vainqueur de la Coupe de France 2021
- P : Promus de Division 2 2019-2020

### Évolution du classement
| Journées →  | 1  | 2  | 3  | 4  | 5  | 6  | 7  | 8  | 9  | 10 | 11 | 12 | 13 | 14 | 15 | 16 | 17 | 18 | 19 | 20 | 21 | 22 | Lead | Rel. |
|             |    |    |    |    |    |    |    |    |    |    |    |    |    |    |    |    |    |    |    |    |    |    |      |      |
| ----------- | -- | -- | -- | -- | -- | -- | -- | -- | -- | -- | -- | -- | -- | -- | -- | -- | -- | -- | -- | -- | -- | -- | ---- | ---- |
| Bordeaux    | 5  | 9  | 9  | 7  | 4  | 5  | 4  | 3  | 3  | 3  | 3  | 3  | 3  | 3  | 3  | 3  | 3  | 3  | 3  | 3  | 3  | 3  |      |      |
| Dijon       | 9  | 8  | 5  | 6  | 9  | 4  | 6  | 6  | 7  | 6  | 7  | 8  | 7  | 8  | 8  | 8  | 9  | 8  | 8  | 8  | 8  | 8  |      |      |
| Fleury      | 7  | 3  | 4  | 4  | 7  | 7  | 7  | 7  | 5  | 5  | 5  | 6  | 5  | 5  | 7  | 7  | 7  | 9  | 9  | 9  | 9  | 9  |      |      |
| Guingamp    | 10 | 11 | 11 | 11 | 11 | 11 | 9  | 9  | 8  | 9  | 8  | 7  | 8  | 6  | 5  | 6  | 5  | 5  | 4  | 5  | 6  | 5  |      | 5    |
| Le Havre    | 1  | 7  | 6  | 8  | 10 | 10 | 12 | 12 | 12 | 12 | 12 | 12 | 12 | 12 | 12 | 12 | 12 | 12 | 12 | 12 | 12 | 12 | 1    | 16   |
| Issy        | 11 | 12 | 12 | 12 | 12 | 12 | 10 | 10 | 10 | 10 | 11 | 11 | 10 | 11 | 11 | 11 | 11 | 11 | 11 | 11 | 11 | 11 |      | 17   |
| Lyon        | 1  | 1  | 1  | 1  | 1  | 1  | 1  | 1  | 2  | 2  | 2  | 2  | 2  | 2  | 2  | 2  | 2  | 2  | 2  | 2  | 2  | 2  | 8    |      |
| Montpellier | 7  | 4  | 3  | 3  | 3  | 3  | 3  | 4  | 4  | 4  | 4  | 4  | 4  | 4  | 4  | 5  | 6  | 6  | 5  | 7  | 5  | 7  |      |      |
| Paris FC    | 11 | 5  | 7  | 10 | 5  | 6  | 5  | 5  | 6  | 7  | 6  | 5  | 6  | 7  | 6  | 4  | 4  | 4  | 7  | 4  | 4  | 4  |      | 1    |
| Paris SG    | 3  | 2  | 2  | 2  | 2  | 2  | 2  | 2  | 1  | 1  | 1  | 1  | 1  | 1  | 1  | 1  | 1  | 1  | 1  | 1  | 1  | 1  | 14   |      |
| Reims       | 5  | 10 | 10 | 9  | 6  | 8  | 8  | 8  | 9  | 8  | 9  | 9  | 9  | 9  | 9  | 9  | 8  | 7  | 6  | 6  | 7  | 6  |      |      |
| Soyaux      | 4  | 6  | 8  | 5  | 8  | 9  | 11 | 11 | 11 | 11 | 10 | 10 | 11 | 10 | 10 | 10 | 10 | 10 | 10 | 10 | 10 | 10 |      | 5    |

### Calendrier et résultats
| Résultats (▼dom., ►ext.)                                   | FCGB | DFCO | FCF | EAG | HAC | GPSO | OL  | MHSC | PFC | PSG  | SDR | ASJS |
| Girondins de Bordeaux                                      |      | 5-1  | 6-1 | 1-0 | 6-0 | 1-0  | 0-1 | 3-2  | 2-3 | 0-0  | 7-1 | 2-1  |
| Dijon FCO                                                  | 0-2  |      | 3-1 | 2-1 | 2-1 | 3-1  | 0-3 | 1-0  | 0-1 | 0-3  | 0-0 | 3-2  |
| FC Fleury 91                                               | 1-2  | 2-0  |     | 0-2 | 1-0 | 3-1  | 0-3 | 0-0  | 1-1 | 0-5  | 1-2 | 0-0  |
| EA Guingamp                                                | 4-2  | 1-2  | 0-1 |     | 2-1 | 2-0  | 0-5 | 4-1  | 1-1 | 0-5  | 0-0 | 3-0  |
| Le Havre AC                                                | 0-2  | 0-2  | 1-3 | 0-1 |     | 0-0  | 1-3 | 1-3  | 1-0 | 0-2  | 0-1 | 0-1  |
| GPSO 92 Issy                                               | 3-1  | 1-0  | 0-1 | 1-6 | 0-4 |      | 0-4 | 0-3  | 0-4 | 0-14 | 1-2 | 0-1  |
| Olympique lyonnais                                         | 2-1  | 2-0  | 8-0 | 4-0 | 5-1 | 9-0  |     | 2-1  | 4-0 | 0-0  | 3-0 | 5-1  |
| Montpellier HSC                                            | 0-1  | 1-1  | 0-0 | 2-0 | 3-1 | 3-1  | 0-5 |      | 2-1 | 0-3  | 0-4 | 2-1  |
| Paris FC                                                   | 0-1  | 3-2  | 2-0 | 0-0 | 1-1 | 5-0  | 0-5 | 2-0  |     | 2-3  | 3-1 | 2-0  |
| Paris Saint-Germain                                        | 1-0  | 3-0  | 4-0 | 4-1 | 5-0 | 4-0  | 1-0 | 4-0  | 4-1 |      | 4-0 | 7-0  |
| Stade de Reims                                             | 4-4  | 2-1  | 1-2 | 0-1 | 2-1 | 7-1  | 0-3 | 0-1  | 1-4 | 0-4  |     | 4-0  |
| ASJ Soyaux                                                 | 0-2  | 2-1  | 1-0 | 0-0 | 3-0 | 0-1  | 0-2 | 1-4  | 0-3 | 0-3  | 1-2 |      |
| - Victoire à domicile - Match nul - Victoire à l'extérieur |      |      |     |     |     |      |     |      |     |      |     |      |

## Statistiques

### Domicile et extérieur
| Rang | Équipe                | Pts | J  | G  | N | P | Bp | Bc | Diff |
| ---- | --------------------- | --- | -- | -- | - | - | -- | -- | ---- |
| 1    | Paris Saint-Germain   | 33  | 11 | 11 | 0 | 0 | 41 | 2  | +39  |
| 2    | Olympique lyonnais    | 31  | 11 | 10 | 1 | 0 | 44 | 4  | +40  |
| 3    | Girondins de Bordeaux | 25  | 11 | 8  | 1 | 2 | 32 | 8  | +24  |
| 4    | Paris FC              | 20  | 11 | 6  | 2 | 3 | 20 | 13 | +7   |
| 5    | Dijon FCO             | 19  | 11 | 6  | 1 | 4 | 14 | 15 | -1   |
| 6    | EA Guingamp           | 17  | 11 | 5  | 2 | 4 | 17 | 18 | -1   |
| 7    | Montpellier HSC       | 17  | 11 | 5  | 2 | 4 | 13 | 18 | -5   |
| 8    | Stade de Reims        | 13  | 11 | 4  | 1 | 6 | 21 | 22 | -1   |
| 9    | FC Fleury 91          | 12  | 11 | 3  | 3 | 5 | 9  | 16 | -7   |
| 10   | ASJ Soyaux            | 10  | 11 | 3  | 1 | 7 | 8  | 18 | -10  |
| 11   | GPSO 92 Issy          | 6   | 11 | 2  | 0 | 9 | 6  | 40 | -34  |
| 12   | Le Havre AC           | 4   | 11 | 1  | 1 | 9 | 4  | 19 | -15  |

| Rang | Équipe                | Pts | J  | G  | N | P | Bp | Bc | Diff |
| ---- | --------------------- | --- | -- | -- | - | - | -- | -- | ---- |
| 1    | Olympique lyonnais    | 30  | 11 | 10 | 0 | 1 | 34 | 2  | +32  |
| 2    | Paris Saint-Germain   | 29  | 11 | 9  | 2 | 0 | 42 | 2  | +40  |
| 3    | Girondins de Bordeaux | 19  | 11 | 6  | 1 | 4 | 18 | 15 | +3   |
| 4    | Paris FC              | 17  | 11 | 5  | 2 | 4 | 19 | 16 | +3   |
| 5    | Stade de Reims        | 17  | 11 | 5  | 2 | 4 | 13 | 20 | -7   |
| 6    | EA Guingamp           | 14  | 11 | 4  | 2 | 5 | 12 | 14 | -2   |
| 7    | Montpellier HSC       | 13  | 11 | 4  | 1 | 6 | 14 | 17 | -3   |
| 8    | FC Fleury 91          | 13  | 11 | 4  | 1 | 6 | 9  | 26 | -17  |
| 9    | Dijon FCO             | 7   | 11 | 2  | 1 | 8 | 10 | 22 | -12  |
| 10   | ASJ Soyaux            | 7   | 11 | 2  | 1 | 8 | 7  | 28 | -21  |
| 11   | Le Havre AC           | 4   | 11 | 1  | 1 | 9 | 10 | 30 | -20  |
| 12   | GPSO 92 Issy          | 4   | 11 | 1  | 1 | 9 | 5  | 37 | -32  |

Source : Classements annexes sur Footoféminin.fr

### Buts marqués par journée
Ce graphique représente le nombre de buts marqués lors de chaque journée. 

### Classements des buteuses
Mise à jour : 5 juin 2021
|   | Buteuse                 | Club                  | Buts |
| - | ----------------------- | --------------------- | ---- |
| 1 | Khadija Shaw            | Girondins de Bordeaux | 22   |
| 2 | Marie-Antoinette Katoto | Paris Saint-Germain   | 21   |
| 3 | Kadidiatou Diani        | Paris Saint-Germain   | 13   |
| 3 | Clara Matéo             | Paris FC              | 13   |
| 3 | Nikita Parris           | Olympique lyonnais    | 13   |
| 6 | Faustine Robert         | EA Guingamp           | 11   |
| 6 | Évelyne Viens           | Paris FC              | 11   |
| 8 | Mélissa Gomes           | Stade de Reims        | 10   |
| 8 | Amel Majri              | Olympique lyonnais    | 10   |
| 8 | Nadia Nadim             | Paris Saint-Germain   | 10   |
| 8 | Wendie Renard           | Olympique lyonnais    | 10   |

Source : Classement des buteuses sur Footoféminin.fr

### Classements des passeuses
Mise à jour : 5 juin 2021
|   | Passeuse                | Club                  | Passes |
| - | ----------------------- | --------------------- | ------ |
| 1 | Dzsenifer Marozsán      | Olympique lyonnais    | 15     |
| 2 | Sandy Baltimore         | Paris Saint-Germain   | 12     |
| 3 | Kadidiatou Diani        | Paris Saint-Germain   | 9      |
| 4 | Sara Däbritz            | Paris Saint-Germain   | 8      |
| 4 | Marie-Antoinette Katoto | Paris Saint-Germain   | 8      |
| 6 | Delphine Cascarino      | Olympique lyonnais    | 7      |
| 6 | Louise Fleury           | EA Guingamp           | 7      |
| 6 | Khadija Shaw            | Girondins de Bordeaux | 7      |
| 6 | Katja Snoeijs           | Girondins de Bordeaux | 7      |
| 6 | Gaëtane Thiney          | Paris FC              | 7      |

Source : Classement des passeuses sur Footoféminin.fr

### Clean sheets
Mise à jour : 5 juin 2021
|   | Gardienne            | Club                    | Clean sheets |
| - | -------------------- | ----------------------- | ------------ |
| 1 | Christiane Endler    | Paris Saint-Germain     | 19           |
| 2 | Sarah Bouhaddi       | Olympique lyonnais      | 14           |
| 3 | Anna Moorhouse       | Girondins de Bordeaux   | 10           |
| 4 | Solène Durand        | EA Guingamp             | 8            |
| 5 | Chiamaka Nnadozie    | Paris FC                | 7            |
| 6 | Romane Munich        | ASJ Soyaux              | 6            |
| 7 | Manon Heil           | FC Fleury 91            | 5            |
| 7 | Phallon Tullis-Joyce | Stade de Reims          | 5            |
| 9 | Lisa Schmitz         | Montpellier HSC         | 4            |
| 9 | Laëtitia Philippe    | FC Fleury 91, GPSO Issy | 4            |

Source : Statistiques sur fbref.com

### Affluences de la saison
| Rang | Match                                       | Journée | Date              | Affluence |
| ---- | ------------------------------------------- | ------- | ----------------- | --------- |
| 1    | Stade de Reims - Olympique lyonnais         | J2      | 11 septembre 2020 | 1 500     |
| 2    | Le Havre AC - Stade de Reims                | J5      | 10 octobre 2020   | 990       |
| 3    | Le Havre AC - ASJ Soyaux                    | J4      | 2 octobre 2020    | 946       |
| 4    | Le Havre AC - FC Fleury 91                  | J2      | 12 septembre 2020 | 907       |
| 5    | FC Fleury 91 - Olympique lyonnais           | J4      | 2 octobre 2020    | 865       |
| 6    | Olympique lyonnais - EA Guingamp            | J6      | 16 octobre 2020   | 750       |
| 7    | Girondins de Bordeaux - Paris Saint-Germain | J2      | 13 septembre 2020 | 749       |
| 8    | ASJ Soyaux - Paris Saint-Germain            | J6      | 18 octobre 2020   | 694       |
| 9    | Olympique lyonnais - Paris FC               | J1      | 6 septembre 2020  | 636       |
| 10   | Olympique lyonnais - Dijon FCO              | J5      | 11 octobre 2020   | 466       |

## Bilan de la saison
Mis à jour le 4 juin 2021
- Meilleure attaque : Paris Saint-Germain (83 buts inscrits)
- Meilleure défense : Paris Saint-Germain (4 buts encaissés)
- Plus large victoire à domicile : 9 buts d'écart
  - 9-0 lors d'Olympique lyonnais - GPSO 92 Issy le 12 décembre 2020 (11e journée)
- Plus large victoire à l'extérieur : 14 buts d'écart
  - 0-14 lors de GPSO 92 Issy - Paris Saint-Germain le 14 novembre 2020 (8e journée)
- Plus grand nombre de buts dans une rencontre : 14 buts
  - 0-14 lors de GPSO 92 Issy - Paris Saint-Germain le 14 novembre 2020 (8e journée)
- Plus grande série de victoires : 18 matchs pour le Paris Saint-Germain entre les 3e et 21e journées.
- Plus grande série de défaites : 8 matchs pour le Havre AC entre les 4e et 11e journées.
- Plus grande série de matches sans défaite : 22 matchs pour le Paris Saint-Germain entre les 1re et 22e journées.
- Plus grande série de matches sans victoire : 19 matchs pour le Havre AC entre les 2e et 20e journées.
- Plus grand nombre de spectateurs dans une rencontre : 1 500 lors de Stade de Reims - Olympique lyonnais le 11 septembre 2020 (2e journée).
- Plus petit nombre de spectateurs dans une rencontre (hors huis clos) : 115 lors de Paris FC - GPSO 92 Issy le 10 octobre 2020 (5e journée)
- Champion d'automne : Paris Saint-Germain

| Championnat de France féminin de football 2020-2021 |                                 |
| Champion                                            | Paris Saint-Germain (1er titre) |
| Dauphin                                             | Olympique lyonnais              |
| Qualifications continentales                        |                                 |
| Ligue des champions 2021-2022                       | Paris Saint-Germain             |
| Ligue des champions 2021-2022                       | Olympique lyonnais              |
| Ligue des champions 2021-2022                       | Girondins de Bordeaux           |
| Promotions et relégations                           |                                 |
| Promus en Division 1                                | Aucun                           |
| Relégués en Division 2                              | GPSO 92 Issy                    |
| Relégués en Division 2                              | Le Havre AC                     |

## Récompenses individuelles

### Joueuse du mois
Nouveauté de la saison 2020-2021 : chaque mois les internautes votent entre trois joueuses sélectionnées par un jury de dix experts pour élire la joueuse du mois de D1 Arkema.
| Joueuse du mois |                                            |                                            |                                     |
| Mois            | Joueuse                                    | Autres nommées                             | Autres nommées                      |
| Septembre       | Kadidiatou Diani (50 %, Paris SG)          | Ellie Carpenter (34,5 %, OL)               | Rose Lavaud (15,5 %, Dijon FCO)     |
| Octobre         | Khadija Shaw (44 %, FCG Bordeaux)          | Sandy Baltimore (32 %, Paris SG)           | Clara Matéo (24 %, Paris FC)        |
| Novembre        | Marie-Antoinette Katoto (57,2 %, Paris SG) | Kadidiatou Diani (35,3 %, Paris SG)        | Nadia Nadim (7,5 %, Paris SG)       |
| Décembre        | Marie-Antoinette Katoto (39,6 %, Paris SG) | Amel Majri (39 %, OL)                      | Khadija Shaw (21,4 %, FCG Bordeaux) |
| Janvier         | Khadija Shaw (45 %, FCG Bordeaux)          | Wendie Renard (37 %, OL)                   | Sh'nia Gordon (18 %, Dijon FCO)     |
| Février         | Maëlle Garbino (43,9 %, FCG Bordeaux)      | Sandy Baltimore (34,2 %, Paris SG)         | Solène Durand (21,9 %, EA Guingamp) |
| Mars            | Melissa Herrera (70,9 %, Stade de Reims)   | Irene Paredes (17,8 %, Paris SG)           | Melvine Malard (11,3 %, OL)         |
| Avril           | Melissa Herrera (81,8 %, Stade de Reims)   | Marie-Antoinette Katoto (12,6 %, Paris SG) | Grace Geyoro (5,6 %, Paris SG)      |
| Mai             | Non attribué                               | Non attribué                               | Non attribué                        |

### Distinctions individuelles
Trophées FFF
Le 5 juin 2021 sont dévoilés les lauréats des Trophées de la D1 Arkema organisées par la FFF et le diffuseur officiel du championnat, Canal+.
Sont élu(e)s par les entraîneurs et capitaines des équipes de D1 :
- La meilleure joueuse :  Kadidiatou Diani (Paris SG)
- La meilleure espoir :  Sandy Baltimore (Paris SG)
- Le meilleur entraîneur :  Olivier Echouafni (Paris SG)

Est élue par les gardiennes et entraîneurs des équipes de D1 :
- La meilleure gardienne :  Christiane Endler (Paris SG)

La direction technique de l'arbitrage de la FFF établit un classement pour élire :
- La meilleure arbitre :  Victoria Beyer

Est choisi par un jury de la FFF :
- Le coup de cœur, récompensant un club qui s'investit pour l'inclusion et la place des femmes : Le Havre AC

Est choisi par les internautes :
- Le plus beau but :  Grace Geyoro (Paris SG)

Les consultantes de Canal+ établissent :
- L'équipe type :  Christiane Endler (PSG) -  Ellie Carpenter (OL) -   Wendie Renard (OL) -  Irene Paredes (PSG) -  Sakina Karchaoui (OL) -  Kadidiatou Diani (PSG) -  Grace Geyoro (PSG) -  Dzsenifer Marozsán (OL) -  Sandy Baltimore (PSG) -  Khadija Shaw (FCGB) -  Marie-Antoinette Katoto (PSG)

Trophées UNFP
Au mois de mai, lors de la cérémonie des trophées UNFP du football 2021, sont élues la meilleure joueuse, la meilleure espoir et la meilleure gardienne de but de la saison. Un onze type de la saison est également formé.
| Meilleure joueuse           | Meilleure espoir           | Meilleure gardienne          |
| --------------------------- | -------------------------- | ---------------------------- |
| Kadidiatou Diani (Paris SG) | Sandy Baltimore (Paris SG) | Christiane Endler (Paris SG) |

| Gardiennes de but            | Défenseuses                                                                                  | Milieux de terrain                                                         | Attaquantes                                                                            |
| ---------------------------- | -------------------------------------------------------------------------------------------- | -------------------------------------------------------------------------- | -------------------------------------------------------------------------------------- |
| Christiane Endler (Paris SG) | Sakina Karchaoui (OL) Irene Paredes (Paris SG) Wendie Renard (OL) Ashley Lawrence (Paris SG) | Grace Geyoro (Paris SG) Sandy Baltimore (Paris SG) Dzsenifer Marozsán (OL) | Kadidiatou Diani (Paris SG) Marie-Antoinette Katoto (Paris SG) Delphine Cascarino (OL) |

## Parcours en Ligue des champions
Le parcours des clubs français en Ligue des champions est important puisqu'il détermine le coefficient UEFA de la France, et donc le nombre de clubs français présents dans la compétition européenne les années suivantes.
| Club                | Phase finale     | Phase finale        |
| Club                | Résultat         | Ultime adversaire   |
| ------------------- | ---------------- | ------------------- |
| Olympique lyonnais  | Quarts de finale | Paris Saint-Germain |
| Paris Saint-Germain | Demi-finale      | FC Barcelone        |